# Platja de l'Illa Roja
La platja de l'Illa Roja, o cala Moreta, és una platja nudista de Begur al nord del terme. Al nord fita amb la platja del Racó i al sud amb la platja de sa Riera. Es constitueix de dos cèrcols de sorra al peu d'un penya-segat de roca roja en forma del número 3 invertit; la qual cosa provoca que la platja estigui en ombra a mitja tarda. El nom prové d'una roca roja vertical de grans dimensions i coronada amb uns pocs esquifits pins, que se situa directament davant la cala i que s'hi troba unida per una llengua fina de sorra. L'Institut Cartogràfic i Geològic de Catalunya anomena cala de l'Illa Roja exclusivament al cèrcol meridional, mentre que al cèrcol septentrional l'anomena cala Moreta. L'Ajuntament de Begur l'anomena platja d'Illa Roja - Cala Moreta. La cala Moreta té una longitud de 151 m i una amplada mitjana de 31 m, mentre que la cala de l'Illa Roja té una longitud de 43 m i una amplada mitjana de 25 m.

## Accés
Es caracteritza com una cala tranquil·la, gràcies en part a l'absència d'accés per cotxes i per l'aspecte verge que presenta. No hi ha bars, hotels o altres serveis, tret d'un bar de temporada que s'hi instal·la durant l'estiu. S'hi pot accedir caminant des del Racó per una curta senda que supera la punta Espinuda, un petit aflorament de roca que les separa; o des de Sa Riera pel camí de ronda que sobremira la platja des del penya-segat.

## Tipologia
Tota la platja és de sorra fina i daurada. Les úniques construccions són cases residencials a dalt del penya-segat, que no es veuen des de la mateixa platja. Pel fons marí de l'illa Roja, és un indret d'interès per practicar el submarinisme. El penya-segat i l'aflorament rocós de la punta són font d'interès per als geòlegs.

## Qualificació
L'Illa Roja no disposa de la bandera blava de qualitat.